# Макуші (мова)
Макуші — тубільна мова з карибської сім'ї мов, якою розмовляють у Бразилії, Гаяні та Венесуелі. Її також називають Makushi, Makusi, Macuxi, Macusi, Macussi, Teweya або Teueia. Це найпоширеніша з карибських мов. За даними Instituto Socioambiental, населення макуші становить приблизно 43 192 особи, з них 33 603 у Бразилії, 9 500 у Гаяні та 89 у Венесуелі. У Бразилії популяції макуші розташовані навколо північного сходу штату Рорайма, річок Ріо-Бранку, Контінго, Кіно, Піум і Мау. Однак у Бразилії кількість носіїв макуші оцінюється лише в 15 000.
Кревельс (2012:182) перераховує макуші як «потенційно загрожену», тоді як в Атласі мов світу в небезпеці ЮНЕСКО вона внесена як «вразлива». Статус мови — 6b (під загрозою). Спільноти макуші живуть у зонах мовного контакту: португальська в Бразилії, англійська в Гаяні та вапішана (інша мова корінного населення). Абботт (1991) описує макуші як такий, що має порядок слів OVS, а порядок слів SOV використовується для виділення теми.

## Історія
На підставі інформації, наданої антропологом Пауло Сантиллі для Instituto Socioambiental, народ макуші поставав перед труднощами з 18 століття через присутність некорінних груп. Розташована на кордоні Бразилії та Гаяни, покоління змушені були мігрувати з їхньої території через заснування португальських поселень, приплив екстрактівістів (які приїжджали за каучуком) і розробників (які приїжджали добувати метали та дорогоцінне каміння), а нещодавно — повстання «грілейрос», які підробляли титули на землю, щоб заволодіти та продати землю. Ці поселенці створювали місійні села та ферми. Ближче до останніх десятиліть 19-го століття, коли гумова промисловість процвітала, а місцева адміністрація отримала автономію, регіонали, маючи на увазі комерсантів і екстрактивістів, сприяли колоніальній експансії. Згодом вимушені міграції продовжували відбуватися через зростання скотарства в регіоні. Через прихід колонізаторів села були покинуті, і виношувалися плани втечі. Донині ці спогади все ще зберігаються в усних історіях народу макуші. З початку 20 століття місцеві політичні лідери також активізувалися, щоб відстоювати свої права на землю.
Нині територія Макуші в Бразилії складається з трьох територіальних блоків: територія корінного населення Рапоза-Сьєрра-ду-Сол (найбільш велика та густонаселена), територія корінного населення Сан-Маркос і невеликі території, які оточують ізольовані села на крайньому північному заході території макуші. У 1970-х роках політичні лідери макуші почали активізуватися, виступаючи посередниками між членами корінних громад, а також представниками національного суспільства. Попри те, що ці території були офіційно визнані та демарковані як офіційні території корінного населення в 1993 році, проте це не було гладким шляхом для громад макуші. Відтоді бразильський уряд створив школи та лікарні для громади макуші.

## Фонологія

### Приголосні
|              |              |              | Губні | Зубні | Альвеолярні | Заясенні | Задньоязикові | Глотальні |
| ------------ | ------------ | ------------ | ----- | ----- | ----------- | -------- | ------------- | --------- |
| Проривні     | Проривні     | Глухі        | p pː  |       | t tː        |          | k kː          | ʔ         |
| Проривні     | Проривні     | Дзвінкі      | b     |       | d           |          | ɡ             |           |
| Фрикативні   | Фрикативні   | Глухі        |       |       | s           | ʃ        |               | h         |
| Фрикативні   | Фрикативні   | Дзвінкі      | β     | ð     | z           | ʒ        |               |           |
| Носові       | Носові       | Носові       | m     |       | n           | ɲ        | ŋ             |           |
| Одноударні   | Одноударні   | Одноударні   |       |       | ɾ           |          |               |           |
| Апроксиманти | Апроксиманти | Апроксиманти | w     |       |             | j        |               |           |

### Голосні
|         | Передні | Середні | Задні |
| ------- | ------- | ------- | ----- |
| Високі  | i       | ɨ       | u     |
| Середні | e       | ə       | o     |
| Середні | ɛ       | ə       | ɔ     |
| Низькі  |         | a       |       |

Назальність також зустрічається і транскрибується за допомогою а [ã] знак.
Супрасегментна система складається з високого та низького або непозначеного звуку на рівні слова", наприклад: átí 'ти йдеш' і 'àtí' 'він йде'. Високий тон вважається позначеним звуком, і його можна знайти на останньому, передостанньому або передостанньому складі слова.

## Синтаксис

### Числівники
Числівники макуші передують іменнику, який вони змінюють. Коли вказівний і числівник стоять перед іменником, це не має відношення до семантичного значення іменника. Також прийнятно, щоб числівник починав називне речення.
saki-naŋ
two-NOM-PL
a’anai
cornstalk
yepuupî
skin
imî-rîî-seŋ
ripe-DET-NOM
‘Два колоски доспіли.’
saakrîrî-on-koŋ
four-NOM-POSS-PL
ma-ni
those
kanoŋ
guava
'Ці чотири гуави.

### Квантори
За словами Карсона, рідна система числення в макуші не підходить для вираження великих чисел. Замість цього будуть використані такі квантори:
| Макуші       | англійська                                 |
| ------------ | ------------------------------------------ |
| tamîmarî     | «все»                                      |
| pampî        | «більше/багато» (більше як інтенсифікатор) |
| мара-рі      | «мало/мало»                                |
| mara-rî-perá | «кілька»                                   |